# دان سوليفان (سياسي)
دان سوليفان (بالإنجليزية: Dan Sullivan)‏ هو نقابي وسياسي نيوزلندي، ولد في 18 يوليو 1882 في نيوزيلندا، وتوفي في 8 أبريل 1947. حزبياً، نشط في حزب العمال النيوزيلندي. وقد انتخب عضو مجلس النواب النيوزيلندي.